# Euxoa audentis
Euxoa audentis är en fjärilsart som beskrevs av Smith 1894. Euxoa audentis ingår i släktet Euxoa och familjen nattflyn. Inga underarter finns listade i Catalogue of Life.